# Jämtlands domsaga
Jämtlands domsaga var en domsaga i dåtida Västernorrlands län, nuvarande Jämtlands län. Den bildades ur Jamtamot efter beslut i slutet av år 1670, då Jämtland och Härjedalen tillsammans skulle bilda ett härad. Domsagan upplöstes 1812 (enligt beslut den 21 januari 1811) då ansvaret överfördes till Norra Jämtlands domsaga och Södra Jämtlands domsaga.
Domsagan lydde under Svea hovrätt.

## Tingslag
Vid bildandet av domsagan löd 17 tingslag under den. 1679 minskades antalet till 15 och 1729 till 14.
- Bergs tingslag
- Brunflo tingslag
- Hallens tingslag
- Hammerdals tingslag
- Hede tingslag
- Lits tingslag
- Offerdals tingslag
- Ovikens tingslag
- Ragunda tingslag
- Revsunds tingslag
- Rödöns tingslag
- Sunne tingslag
- Svegs tingslag
- Undersåkers tingslag

### Upphörda 1679
- Alsens tingslag
- Hackås tingslag

### Upphörd 1729
- Lillhärdals tingslag

## Häradshövdingar
| Ämbetstid                             | Namn                   | Levnadstid |
| ------------------------------------- | ---------------------- | ---------- |
| (fullmakt 11 december 1670) 1670-1680 | Nils Brahe den yngre   |            |
| (fullmakt 18 december 1680) 1680-1696 | Andreas Plantin        |            |
| (fullmakt 3 april 1696) 1696-1709     | Erik Sparrman          | ?-1709     |
| (fullmakt 23 december 1709) 1709-1740 | Håkan Stridsberg       |            |
| (fullmakt 5 mars 1741) 1741-1761      | Johan Wasell den äldre | ?-1761     |
| (fullmakt 29 juni 1762) 1762-1774     | Jonas von Engeström    |            |
| (fullmakt 5 juni 1771) 1775-1787      | Johan Wasell den yngre |            |
| (fullmakt 30 maj 1787) 1787-1811      | Anders Wasell          |            |